# 李成虎
李成虎（1811年—1855年），號鎮崗，直隸安平縣人。清朝將領。武進士出身。
李成虎少即勇力過人。道光二十四年（1844年）中式甲辰科二甲第七名武進士。授官三等侍衛。咸豐元年（1851年），出署泗州都司，擢署宿州營遊擊。南河堤決口，成虎奉命抗洪有功，補授廬州營都司，賞戴藍翎。不久，遷宿州營遊擊。
咸豐三年（1853年），太平軍攻陷南京，淮河一帶捻軍大盛，安徽形勢危急。巡撫周天爵檄李成虎防守臨淮關，敵將張鳳山在關下圍攻，李成虎怒馬馳入敵陣，斬殺三人，從此以英勇聞名諸軍。此後率軍收復重鎮俞家灣，李家軍之名，威震遠近，李成虎獲賞換花翎，升甘肅花馬池參將，加副將銜。當時，給事中袁甲三淮上之軍，李成虎與臧紆青並稱名將。俞家灣克復之後，李成虎進軍和州官渡，奪卡數十座，唯有芝蔴港、老曹廟堅守不下。咸豐五年（1855年）四月十五日，李成虎與諸路友軍約定應援，親自率領大隊進軍，三戰三捷，抵達霸王廟，遇伏，所約援軍卻無一前來，李成虎身受數創，陣亡，年四十五歲。朝廷按例賜祭葬，諡忠勇，入祀昭忠祠。《大清畿輔先哲傳》有傳。